# Troyan Peak
Troyan Peak är en bergstopp i Antarktis. Den ligger i Sydshetlandsöarna. Argentina, Chile och Storbritannien gör anspråk på området. Toppen på Troyan Peak är 976 meter över havet.
Terrängen runt Troyan Peak är kuperad åt sydväst, men åt nordost är den bergig. Havet är nära Troyan Peak åt sydost. Trakten är glest befolkad. Närmaste befolkade plats är St. Kliment Ohridski Base, 9,1 kilometer nordväst om Troyan Peak. 